# Campeonato Brasileiro Série D 2010
Il Campeonato Brasileiro Série D 2010 è stata la seconda edizione del Campeonato Brasileiro Série D ed è stata vinta dal Guarany de Sobral che ha battuto nelle finali andata e ritorno l'América-AM. Ma, a seguito della penalizzazione di sei punti per aver schierato un giocatore irregolare contro il Joinville, all'América-AM è stata revocata la promozione. Di conseguenza, hanno ottenuto la promozione in Série C il Madureira (che è stato dichiarato anche vicecampione) e l'Araguaína (entrambi semifinalisti), e il Joinville, che è stato eliminato ai quarti di finale proprio dall'América-AM.

## Squadre partecipanti
| Squadra             | Città            | Stato               |
| ------------------- | ---------------- | ------------------- |
| América-AM          | Manaus           | Amazonas            |
| America-RJ          | Rio de Janeiro   | Rio de Janeiro      |
| Araguaína           | Araguaína        | Tocantins           |
| Botafogo-DF         | Guará            | Distretto Federale  |
| Botafogo-SP         | Ribeirão Preto   | San Paolo           |
| Brasília            | Brasilia         | Distretto Federale  |
| Camaçari            | Camaçari         | Bahia               |
| Cametá              | Cametá           | Pará                |
| Ceilândia           | Ceilândia        | Distretto Federale  |
| CENE                | Campo Grande     | Mato Grosso do Sul  |
| Central-PE          | Caruaru          | Pernambuco          |
| Confiança           | Aracaju          | Sergipe             |
| Cristal             | Macapá           | Amapá               |
| CSA                 | Maceió           | Alagoas             |
| Flamengo-PI         | Teresina         | Piauí               |
| Fluminense de Feira | Feira de Santana | Bahia               |
| Guarany de Sobral   | Sobral           | Ceará               |
| Iraty               | Irati            | Paraná              |
| Joinville           | Joinville        | Santa Catarina      |
| JV Lideral          | Imperatriz       | Maranhão            |
| Madureira           | Rio de Janeiro   | Rio de Janeiro      |
| Marcílio Dias       | Itajaí           | Santa Catarina      |
| Metropolitano       | Blumenau         | Santa Catarina      |
| Mixto               | Cuiabá           | Mato Grosso         |
| Náuas               | Cruzeiro do Sul  | Acre                |
| Oeste               | Itápolis         | San Paolo           |
| Operário-PR         | Ponta Grossa     | Paraná              |
| Pelotas             | Pelotas          | Rio Grande do Sul   |
| Potiguar            | Mossoró          | Rio Grande do Norte |
| Remo                | Belém            | Pará                |
| Rio Branco-ES       | Vitória          | Espírito Santo      |
| River Plate-SE      | Carmópolis       | Sergipe             |
| Sampaio Corrêa      | São Luís         | Maranhão            |
| Santa Cruz          | Recife           | Pernambuco          |
| São José-RS         | Porto Alegre     | Rio Grande do Sul   |
| Treze               | Campina Grande   | Paraíba             |
| Tupi                | Juiz de Fora     | Minas Gerais        |
| Uberaba             | Uberaba          | Minas Gerais        |
| Vila Aurora         | Rondonópolis     | Mato Grosso         |
| Vilhena             | Vilhena          | Rondônia            |

## Prima fase

### Gruppo A1
| Pos. | Squadra    | Pt | G | V | N | P | GF | GS | DR |
| ---- | ---------- | -- | - | - | - | - | -- | -- | -- |
| 1    | Remo       | 11 | 6 | 3 | 2 | 1 | 9  | 5  | +4 |
| 2    | América-AM | 9  | 6 | 2 | 3 | 1 | 9  | 7  | +2 |
| 3    | Cametá     | 8  | 6 | 2 | 2 | 2 | 10 | 8  | +2 |
| 4    | Cristal    | 4  | 6 | 1 | 1 | 4 | 4  | 12 | -8 |

### Gruppo A2
| Pos. | Squadra     | Pt | G | V | N | P | GF | GS | DR  |
| ---- | ----------- | -- | - | - | - | - | -- | -- | --- |
| 1    | Mixto       | 16 | 6 | 5 | 1 | 0 | 13 | 4  | +9  |
| 2    | Vila Aurora | 11 | 6 | 3 | 2 | 1 | 8  | 5  | +3  |
| 3    | Vilhena     | 6  | 6 | 2 | 0 | 4 | 6  | 6  | 0   |
| 4    | Náuas       | 1  | 6 | 0 | 1 | 5 | 3  | 15 | -12 |

### Gruppo A3
| Pos. | Squadra           | Pt | G | V | N | P | GF | GS | DR  |
| ---- | ----------------- | -- | - | - | - | - | -- | -- | --- |
| 1    | Guarany de Sobral | 9  | 6 | 2 | 3 | 1 | 13 | 7  | +6  |
| 2    | Sampaio Corrêa    | 9  | 6 | 2 | 3 | 1 | 9  | 5  | +4  |
| 3    | JV Lideral        | 9  | 6 | 2 | 3 | 1 | 6  | 6  | 0   |
| 4    | Flamengo-PI       | 3  | 6 | 0 | 3 | 3 | 4  | 14 | -10 |

### Gruppo A4
| Pos. | Squadra    | Pt | G | V | N | P | GF | GS | DR |
| ---- | ---------- | -- | - | - | - | - | -- | -- | -- |
| 1    | CSA        | 15 | 6 | 5 | 0 | 1 | 13 | 7  | +6 |
| 2    | Santa Cruz | 11 | 6 | 3 | 2 | 1 | 6  | 3  | +3 |
| 3    | Confiança  | 8  | 6 | 2 | 2 | 2 | 6  | 6  | 0  |
| 4    | Potiguar   | 0  | 6 | 0 | 0 | 6 | 3  | 12 | -9 |

### Gruppo A5
| Pos. | Squadra             | Pt | G | V | N | P | GF | GS | DR |
| ---- | ------------------- | -- | - | - | - | - | -- | -- | -- |
| 1    | Treze               | 12 | 6 | 4 | 0 | 2 | 10 | 6  | +4 |
| 2    | Fluminense de Feira | 10 | 6 | 3 | 1 | 2 | 10 | 9  | +1 |
| 3    | River Plate-SE      | 8  | 6 | 2 | 2 | 2 | 10 | 12 | -2 |
| 4    | Central-PE          | 4  | 6 | 1 | 1 | 4 | 10 | 13 | -3 |

### Gruppo A6
| Pos. | Squadra     | Pt | G | V | N | P | GF | GS | DR |
| ---- | ----------- | -- | - | - | - | - | -- | -- | -- |
| 1    | Brasília    | 9  | 6 | 2 | 3 | 1 | 7  | 6  | +1 |
| 2    | Araguaína   | 9  | 6 | 2 | 3 | 1 | 6  | 5  | +1 |
| 3    | Ceilândia   | 8  | 6 | 2 | 2 | 2 | 7  | 7  | 0  |
| 4    | Botafogo-DF | 4  | 6 | 0 | 4 | 2 | 4  | 6  | -2 |

### Gruppo A7
| Pos. | Squadra       | Pt | G | V | N | P | GF | GS | DR  |
| ---- | ------------- | -- | - | - | - | - | -- | -- | --- |
| 1    | Uberaba       | 13 | 6 | 4 | 1 | 1 | 18 | 7  | +11 |
| 2    | Rio Branco-ES | 10 | 6 | 3 | 1 | 2 | 14 | 12 | +2  |
| 3    | America-RJ    | 10 | 6 | 3 | 1 | 2 | 11 | 12 | -1  |
| 4    | Camaçari      | 1  | 6 | 0 | 1 | 5 | 4  | 16 | -12 |

### Gruppo A8
| Pos. | Squadra     | Pt | G | V | N | P | GF | GS | DR |
| ---- | ----------- | -- | - | - | - | - | -- | -- | -- |
| 1    | Madureira   | 10 | 6 | 3 | 1 | 2 | 9  | 11 | -2 |
| 2    | Tupi        | 9  | 6 | 2 | 3 | 1 | 7  | 4  | +3 |
| 3    | CENE        | 9  | 6 | 2 | 3 | 1 | 8  | 6  | +2 |
| 4    | Botafogo-SP | 4  | 6 | 1 | 1 | 4 | 5  | 8  | -3 |

### Gruppo A9
| Pos. | Squadra     | Pt | G | V | N | P | GF | GS | DR |
| ---- | ----------- | -- | - | - | - | - | -- | -- | -- |
| 1    | Joinville   | 11 | 6 | 3 | 2 | 1 | 7  | 4  | +3 |
| 2    | Operário-PR | 10 | 6 | 3 | 1 | 2 | 3  | 3  | 0  |
| 3    | São José-RS | 7  | 6 | 2 | 1 | 3 | 6  | 6  | 0  |
| 4    | Oeste       | 5  | 6 | 1 | 2 | 3 | 3  | 6  | -3 |

### Gruppo A10
| Pos. | Squadra       | Pt | G | V | N | P | GF | GS | DR |
| ---- | ------------- | -- | - | - | - | - | -- | -- | -- |
| 1    | Metropolitano | 11 | 6 | 3 | 2 | 1 | 9  | 5  | +4 |
| 2    | Iraty         | 9  | 6 | 2 | 3 | 1 | 8  | 8  | 0  |
| 3    | Pelotas       | 8  | 6 | 2 | 2 | 2 | 9  | 6  | +3 |
| 4    | Marcílio Dias | 3  | 6 | 0 | 3 | 3 | 2  | 9  | -7 |

## Seconda fase
| Squadra 1         | Totale      | Squadra 2           | Andata | Ritorno |
| ----------------- | ----------- | ------------------- | ------ | ------- |
| Remo              | 1 - 1 (gfc) | Vila Aurora         | 0 - 0  | 1 - 1   |
| Mixto             | 5 - 5 (gfc) | América-AM          | 1 - 3  | 4 - 2   |
| Guarany de Sobral | 5 - 3       | Santa Cruz          | 3 - 4  | 2 - 0   |
| CSA               | 2 - 7       | Sampaio Corrêa      | 0 - 5  | 2 - 2   |
| Treze             | 3 - 3 (gfc) | Araguaína           | 1 - 1  | 2 - 2   |
| Brasília          | 3 - 1       | Fluminense de Feira | 0 - 1  | 3 - 0   |
| Uberaba           | 4 - 2       | Tupi                | 2 - 0  | 2 - 2   |
| Madureira         | 3 - 2       | Rio Branco-ES       | 1 - 1  | 2 - 1   |
| Joinville         | 4 - 0       | Iraty               | 2 - 0  | 2 - 0   |
| Metropolitano     | 2 - 4       | Operário-PR         | 0 - 1  | 2 - 3   |

## Terza fase
| Squadra 1         | Totale | Squadra 2      | Andata | Ritorno |
| ----------------- | ------ | -------------- | ------ | ------- |
| Vila Aurora       | 3 - 1  | América-AM     | 0 - 1  | 3 - 0   |
| Guarany de Sobral | 4 - 3  | Sampaio Corrêa | 3 - 2  | 1 - 1   |
| Araguaína         | 6 - 4  | Brasília       | 4 - 3  | 2 - 1   |
| Uberaba           | 1 - 3  | Madureira      | 1 - 3  | 0 - 0   |
| Joinville         | 1 - 0  | Operário-PR    | 0 - 0  | 1 - 0   |

## Fase finale
|  | Quarti di finale  | Quarti di finale  | Quarti di finale | Quarti di finale | Quarti di finale |  |  | Semifinali              | Semifinali              | Semifinali        | Semifinali        | Semifinali |   |   | Finale     | Finale     | Finale | Finale | Finale |  |
|  |                   |                   |                  |                  |                  |  |  |                         |                         |                   |                   |            |   |   |            |            |        |        |        |  |
|  | Joinville         | Joinville         | 1                | 1                | 2                |  |  |                         |                         |                   |                   |            |   |   |            |            |        |        |        |  |
|  | América-AM        | América-AM        | 2                | 1                | 3                |  |  | América-AM              | América-AM              | 1                 | 2                 | 3          |   |   |            |            |        |        |        |  |
|  | Madureira         | Madureira         | 4                | 6                | 10               |  |  | Madureira               | Madureira               | 2                 | 0                 | 2          |   |   |            |            |        |        |        |  |
|  | Operário-PR       | Operário-PR       | 2                | 2                | 4                |  |  |                         |                         |                   |                   |            |   |   | América-AM | América-AM | 1      | 1      | 2      |  |
|  | Araguaína (dtr)   | Araguaína (dtr)   | 0                | 0                | 0 (3)            |  |  |                         |                         | Guarany de Sobral | Guarany de Sobral | 1          | 4 | 5 |            |            |        |        |        |  |
|  | Uberaba           | Uberaba           | 0                | 0                | 0 (2)            |  |  | Araguaína               | Araguaína               | 2                 | 0                 | 2          |   |   |            |            |        |        |        |  |
|  | Guarany de Sobral | Guarany de Sobral | 2                | 2                | 4                |  |  | Guarany de Sobral (gfc) | Guarany de Sobral (gfc) | 2                 | 0                 | 2          |   |   |            |            |        |        |        |  |
|  | Vila Aurora       | Vila Aurora       | 0                | 1                | 1                |  |  |                         |                         |                   |                   |            |   |   |            |            |        |        |        |  |